# 帕爾廷鄉
45°46′N 26°43′E / 45.767°N 26.717°E
帕爾廷鄉（羅馬尼亞語：Comuna Paltin, Vrancea），是羅馬尼亞的鄉份，位於該國東部，由弗朗恰縣負責管轄，面積38平方公里，海拔高度453米，2002年人口2,242，人口密度每平方公里60人。